# LVG C.I
L'LVG C.I fu un aereo da ricognizione monomotore, biposto e biplano, sviluppato dall'azienda aeronautica tedesco imperiale Luftverkehrsgesellschaft GmbH (LVG) negli anni dieci del XX secolo.
Realizzato a partire dal 1915, fu il primo modello tedesco ad adottare una mitragliatrice da difesa a disposizione dell'osservatore ad entrare in produzione in serie.
Entrato in servizio nei reparti da ricognizione aerea della Luftstreitkräfte, la componente aerea del Deutsches Heer (l'esercito imperiale tedesco), venne utilizzato nelle prime fasi della prima guerra mondiale venendo velocemente sostituito nei reparti di prima linea con il suo derivato, l'LVG C.II, e da altri modelli che adottavano la soluzione dello scambio dei due posti dell'equipaggio, con l'osservatore che era trasferito dall'abitacolo anteriore a quello posteriore.

## Storia del progetto
Durante le prime fasi della prima guerra mondiale, il rapido sviluppo dell'industria aeronautica rese necessario un costante adeguamento della flotta aerea delle varie nazioni impegnate nel conflitto. L'Idflieg, organo deputato alla gestione dell'aeronautica militare dell'Impero tedesco, emise a tal proposito una serie di specifiche atte ad ottenere velivoli dalle prestazioni sempre migliori, adeguate alle nuove esigenze belliche, da destinare ai reparti aerei del Deutsches Heer, l'esercito imperiale tedesco che integrava la forza aerea come corpo, la Luftstreitkräfte.
Nel 1915 l'Idflieg emise una specifica per la fornitura di una nuova tipologia di velivolo da ricognizione biposto basata sui B-Typ ma che adottava un armamento difensivo. I nuovi velivoli, che assunsero la designazione di C-Typ, dovevano essere caratterizzati dallo spostamento del posto di pilotaggio all'abitacolo anteriore lasciando quindi la possibilità all'osservatore di essere dotato di una mitragliatrice, differentemente dai precedenti ricognitori dove era posizionato davanti al pilota. Questo permetteva all'equipaggio di avere capacità difensiva nei confronti della caccia nemica che si stava velocemente sviluppando.
In quest'ambito la Luftverkehrsgesellschaft, basandosi sui precedenti B.I e B.II non armati, affidò lo sviluppo di un nuovo modello all'ingegnere svizzero Franz Schneider. Identificato in base alle convenzioni Idflieg come LVG C.I, questo era un velivolo dall'impostazione, per l'epoca, convenzionale, un biplano biposto realizzato in legno e tela, monomotore in configurazione traente, equipaggiato con un motore Benz Bz.III da 150 PS (110 kW).
Il prototipo venne presentato alla commissione tecnica dell'Idflieg nel corso del 1915, la quale lo giudicò idoneo al servizio approvando l'avvio alla produzione in serie limitata del progetto. Difatti il C.I costituì una sorta di preserie del successivo C.II, dal disegno sostanzialmente simile ma equipaggiato con il più potente Mercedes D.III da 160 PS (118 kW) che, beneficiando di un irrobustimento alla cellula, risultò più idoneo ad essere impiegato al fronte.

## Tecnica
L'LVG C.I conservava l'aspetto generale, per l'epoca convenzionale, dei simili modelli prodotti nello stesso periodo dalle altre aziende: biplano, monomotore biposto con carrello fisso.
La fusoliera, dalla sezione rettangolare e realizzata con struttura ricoperta di tela verniciata, era caratterizzata da due abitacoli aperti in tandem, l'anteriore destinato al pilota ed il posteriore all'osservatore con mansioni anche di mitragliere. Posteriormente terminava in un impennaggio classico monoderiva caratterizzato da una pinna dorsale triangolare raccordata al timone e piani orizzontali controventati da una coppia di montanti obliqui per lato.
La velatura era biplana con ala superiore dall'apertura leggermente maggiore dell'inferiore, collegate tra loro da una doppia coppia di montanti per lato ed integrati da tiranti in cavetto in acciaio. Sotto la parte centrale del piano alare superiore era collocato il serbatoio di combustibile che alimentava a caduta il motore.
Il carrello d'atterraggio era fisso, molto semplice, montato su una struttura tubolare al di sotto della fusoliera, dotato di ruote di grande diametro collegate da un asse rigido ed integrato posteriormente con un pattino d'appoggio.
La propulsione era affidata ad un motore Benz Bz.III, un 6 cilindri in linea raffreddato a liquido in grado di erogare una potenza pari a 150 PS (110 kW), posizionato all'apice anteriore della fusoliera, racchiuso da un cofano metallico ed abbinato ad un'elica bipala in legno a passo fisso. L'impianto di scarico era quello tipico della prima fase del conflitto, di tipo "a corno di rinoceronte", così da disperdere i gas combusti al di sopra del piano alare superiore, mentre l'impianto di raffreddamento prevedeva la collocazione di un singolo radiatore al di sopra del motore, appena più basso del bordo d'attacco dell'ala superiore.
L'armamento era costituito da una singola mitragliatrice Parabellum MG 14 calibro 7,92 mm montata su supporto brandeggiabile ad anello sull'abitacolo posteriore.

## Impiego operativo
L'LVG C.I iniziò ad essere inviato ai reparti della Luftstreitkräfte nei primi mesi del 1915 dove venne impiegato in missioni di ricognizione aerea e di osservazione al tiro in cooperazione con i reparti di artiglieria dell'esercito. Nella primavera del 1916 erano circa 260, tra C.I e C.II, gli esemplari operativi che formavano la spina dorsale dei reparti della Luftstreitkräfte impegnati sul fronte occidentale.
Il modello venne adottato anche dai Marine-Feldfliegerabteilung, reparti di osservazione e ricognizione aerea della Kaiserliche Marine, la marina militare tedesco-imperiale. Nel 1918 gli osservatori risultavano equipaggiati con una fotocamera mobile con obiettivo da 25 cm.

## Utilizzatori
Germania
- Luftstreitkräfte
- Kaiserliche Marine

### In lingua inglese
- (EN) David Donald (ed.), The Encyclopedia of World Aircraft, Leicester, UK, Blitz Editions, 1997,  p. 553, ISBN 1-85605-375-X.
- (EN) Peter Gray, Owen Thetford, German Aircraft of the First World War, London, Putnam, 1962, ISBN 0-933852-71-1.
- (EN) Peter Gray, Owen Thetford, German Aircraft of the First World War, 2nd edition, London, Putnam, 1970, ISBN 0-370-00103-6.
- (EN) Peter M. Grosz, Windsock Datafile 71: LVG C.V, Berkhampstead, Albatross Productions, 1998,  p. 1, ISBN 1-902207-04-1.
- (EN) Peter M. Grosz, Windsock Datafile 17: LVG C.VI, Berkhampstead, Albatross Productions, 1998, ISBN 1-902207-04-1.
- (EN) Alex Imrie, German Naval Air Service, Arms and Armour Press, 1989, ISBN 0-85368-920-2.
- (EN) G. van Wyngarden, Early German Aces of World War I, Osprey Publishing Ltd., 2006, ISBN 1-84176-997-5.
- (EN) Michael John H. Taylor, Jane's encyclopedia of aviation, 2nd Edition, Londra, Studio Editions, 1989, ISBN 0-517-10316-8.

### In lingua tedesca
- (DE) Enzo Angelucci, Paolo Matricardi, Flugzeuge von den Anfängen bis zum Ersten Weltkrieg, Wiesbaden, 1976, ISBN 3-8068-0391-9.
- (DE) Karlheinz Kens, Hanns Müller, Die Flugzeuge des Ersten Weltkriegs 1914-1918, München, 1973, ISBN 3-453-00404-3.
- (DE) Günter Kroschel, Helmut Stützer, Die deutschen Militärflugzeuge 1910-18, Wilhelmshaven, Lohse-Eissing Mittler, 1977, ISBN 3-920602-18-8.
- (DE) Heinz J. Nowarra, Die Entwicklung der Flugzeuge 1914–18, München, Lehmanns, 1959, ISBN non esistente.
- (DE) Karl Pawlas, Deutsche Flugzeuge 1914–1918, Nürnberg, 1976,  pp. 63-65, ISBN 3-88088-209-6.